# Kandraks! (Veseli četvrtak)
Kandraks! je sveska Zagora objavljena u svesci #192. u izdanju Veselog četvrtka. Na kioscima u Srbiji se pojavila 20. oktobra 2022. Koštala je 350 din (2,9 €; 3,03 $). Imala je 94 strane.

## Originalna epizoda
Originalna sveska pod nazivom Kandrax! objavljena je premijerno u #660. regularne edicije Zagora u izdanju Bonelija u Italiji 2. jula 2020. Epizodu je nacrtao Marko Toričeli, a scenario napisao Klaudio Ćaveroti ( Claudio Chiaverotti). Naslovnu stranu je nacrtao Alesandro Pičineli. Cena sveske za evropskom tržištu iznosila je 4,4 €. 

## Prethodno objavljivanje ove epizode
Ova sveska je već objavljena u okviru nove Zlatne serije pod nazivom Kandraks! 2020. godine.

## Prethodna i naredna epizoda
Prethodna sveska Zagora nosila je naslov Grad nade (#191), a naredna Prošlost i budućnost (#193).